# Isaac Seumalo
Isaac Seumalo (geboren am 29. Oktober 1993 in Honolulu, Hawaii) ist ein US-amerikanischer American-Football-Spieler auf der Position des Guards für die Pittsburgh Steelers in der National Football League (NFL). Er spielte College Football für die Oregon State University und stand sieben Jahre lang bei den Philadelphia Eagles unter Vertrag, mit denen er den Super Bowl LII gewann.

## College
Seumalo wurde in Honolulu, Hawaii, geboren. Sein Vater spielte von 1985 bis 1988 als Defensive Lineman College Football für die Hawaii Rainbow Warriors und arbeitete anschließend als Footballcoach. Seumalo besuchte die Highschool in Corvallis, Oregon, und ging ab 2012 auf die in Corvallis gelegene Oregon State University, um College Football für die Oregon State Beavers zu spielen. Bereits ein älterer Bruder von ihm hatte von 2009 bis 2012 als Defensive Tackle für die Beavers gespielt. Seumalo war von seiner Freshman-Saison an Stammspieler für Oregon State, in seinen ersten beiden Jahren am College überwiegend als Center und für zwei Spiele als Right Tackle. Am Ende der Saison 2013 zog er sich eine Fußverletzung zu, wegen der er die gesamte Saison 2014 verpasste. In der Saison 2015 war Seumalo erneut Stammspieler und bestritt neun Spiele als Right Guard und drei als Left Tackle. Nach der Saison 2015 gab er seine Anmeldung für den NFL Draft bekannt. Insgesamt kam Seumalo in 37 Partien für die Beavers als Starter zum Einsatz.

## NFL
Seumalo wurde im NFL Draft 2016 in der dritten Runde an 79. Stelle von den Philadelphia Eagles ausgewählt. Er gab sein NFL-Debüt am neunten Spieltag seiner ersten Saison in der Liga gegen die New York Giants und kam anschließend in neun Spielen auf unterschiedlichen Positionen in der Offensive Line zum Einsatz, davon viermal als Starter. In die Saison 2017 ging Seumalo zunächst als etatmäßiger Starter auf der Position des Left Guards. Er verlor diese Position jedoch nach nur zwei Spielen an Chance Warmack, der wiederum nach nur einem Spiel durch Stefen Wisniewski ersetzt wurde. Als Ersatzspieler gewann Seumalo mit den Eagles den Super Bowl LII. Ab dem vierten Spieltag der Saison 2018 übernahm er die Position von Wisniewski in der Startaufstellung und war für den Rest der Saison Stammspieler, bis er die letzten drei Spiele verletzungsbedingt verpasste.
Im März 2019 einigte Seumalo sich vor Ablauf seines Rookievertrags mit den Eagles auf eine Vertragsverlängerung um drei Jahre im Wert von rund 15 Millionen US-Dollar. In der Spielzeit 2019 bestritt er erstmals alle 16 Partien als Starter und verpasste dabei keinen einzigen Spielzug. In der Saison 2020 verpasste Seumalo infolge einer Innenbandverletzung am Knie, die er am zweiten Spieltag erlitten hatte, sieben Spiele. Am dritten Spieltag der Saison 2021 zog er sich gegen die Dallas Cowboys eine Mittelfußverletzung zu, die eine Operation erforderlich machte und wegen der er für den Rest der Saison ausfiel. In der Saison 2022 wechselte Seumalo auf die Position des Right Guards und war dort Stammspieler, nachdem er sich in der Saisonvorbereitung gegen Jack Driscoll und Sua Opeta durchgesetzt hatte. Er bestritt inklusive Play-offs alle 20 Partien als Starter und erreichte mit den Eagles den Super Bowl LVII, der mit 35:38 gegen die Kansas City Chiefs verloren ging. Damit stand Seumalo als einer von sieben Spielern der Eagles sowohl in der Saison 2017 als auch 2022 im Super Bowl.
Im März 2023 unterschrieb Seumalo einen Dreijahresvertrag im Wert von 24 Millionen US-Dollar bei den Pittsburgh Steelers. Bei den Steelers war Seumalo von Beginn an Stammspieler auf der Position des Left Guards.